# Liste der Biografien/Osh
Liste der Biografien |
Portal Biografien |
Personensuche
# |
A |
B |
C |
D |
E |
F |
G |
H |
I |
J |
K |
L |
M |
N |
O |
P |
Q |
R |
S |
T |
U |
V |
W |
X |
Y |
Z |
?
 
Oa |
Ob |
Oc |
Od |
Oe |
Of |
Og |
Oh |
Oi |
Oj |
Ok |
Ol |
Om |
On |
Oo |
Op |
Oq |
Or |
Os |
Ot |
Ou |
Ov |
Ow |
Ox |
Oy |
Oz
 
Osa |
Osb |
Osc |
Osd |
Ose |
Osg |
Osh |
Osi |
Osk |
Osl |
Osm |
Osn |
Oso |
Osp |
Osr |
Oss |
Ost |
Osu |
Osv |
Osw |
Osy |
Osz
Die Liste der Biografien führt alle Personen auf, die in der deutschsprachigen Wikipedia einen Artikel haben. Dieses ist eine Teilliste mit 100 Einträgen von Personen, deren Namen mit den Buchstaben „Osh“ beginnt.

## Osh

### Osha
- O’Shanassy, John (1818–1883), australischer Politiker und Premier von Victoria
- Oshaniwa, Juwon (* 1990), nigerianischer Fußballspieler
- O’Shannessey, Tim (* 1972), australischer Radrennfahrer
- O’Shannon, Dan (* 1962), US-amerikanischer Drehbuchautor und Filmproduzent
- O’Shaughnessey, Becker (* 1994), US-amerikanischer Tennisspieler
- O’Shaughnessey, Colleen (* 1971), US-amerikanische SynchronsprecherinColleen O’Shaughnessey (* 1971)

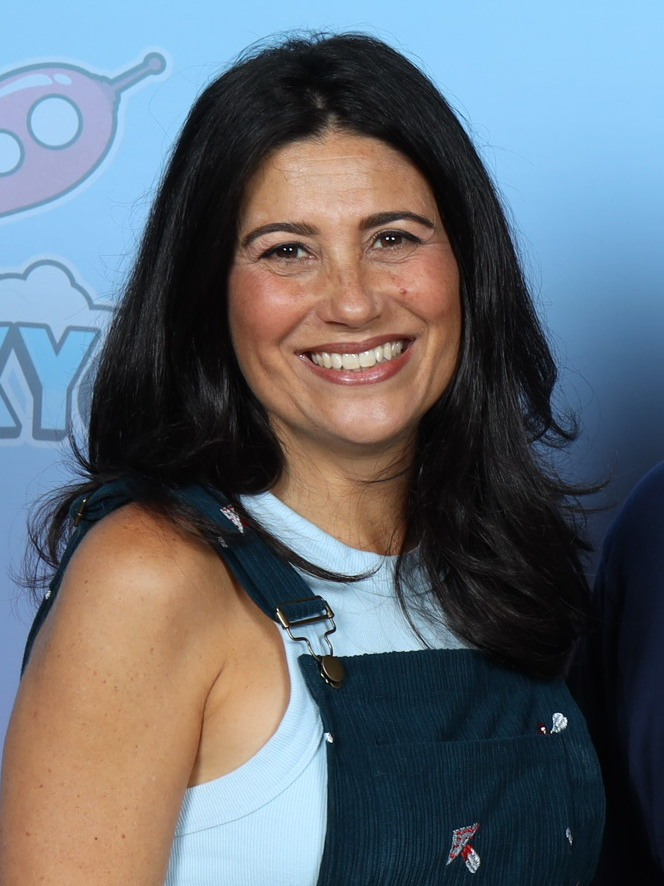
Colleen O’Shaughnessey (* 1971)

- O’Shaughnessy, Arthur (1844–1881), britischer Dichter
- O’Shaughnessy, Brian (1931–2001), britisch-südafrikanischer Schauspieler bei Bühne, Film, Fernsehen und Radio sowie Bühnenautor
- O’Shaughnessy, Daniel (* 1994), finnischer Fußballspieler
- O’Shaughnessy, Fiona, irische Fernseh- und Filmschauspielerin
- O’Shaughnessy, Gary, irischer Sänger
- O’Shaughnessy, James (* 1992), US-amerikanischer American-Football-Spieler
- O’Shaughnessy, Marian (* 1954), australische Hürdenläuferin und Sprinterin
- O’Shaughnessy, Michael (1864–1934), irischer Bauingenieur, Stadtplaner von San Francisco
- O’Shaughnessy, Ryan (* 1992), irischer Sänger und Schauspieler
- O’Shaughnessy, Terrence J., US-amerikanischer Offizier, General der US Air Force
- O’Shaughnessy, William Brooke (1809–1889), irischer Chemiker, Erfinder und Mediziner
- O’Shaunessy, George F. (1868–1934), US-amerikanischer Politiker

### Oshe
- O’Shea, Anne (* 1987), US-amerikanische Skeletonpilotin
- O’Shea, Brian (* 1944), irischer Politiker (Irish Labour Party)
- O’Shea, Chris (* 1981), US-amerikanisch-irischer Basketballtrainer
- O’Shea, Daniel (* 1991), US-amerikanischer Eiskunstläufer
- O’Shea, Danny (* 1945), kanadischer Eishockeyspieler
- O’Shea, Dara (* 1999), irischer Fußballspieler
- O’Shea, Donal (* 1952), kanadisch-US-amerikanischer Mathematiker
- O’Shea, Eddie (* 2006), britischer Motorradrennfahrer
- O’Shea, Erin (* 1965), US-amerikanische Biochemikerin und Hochschullehrerin
- O’Shea, Fionn (* 1997), irischer FilmschauspielerFionn O’Shea (* 1997)

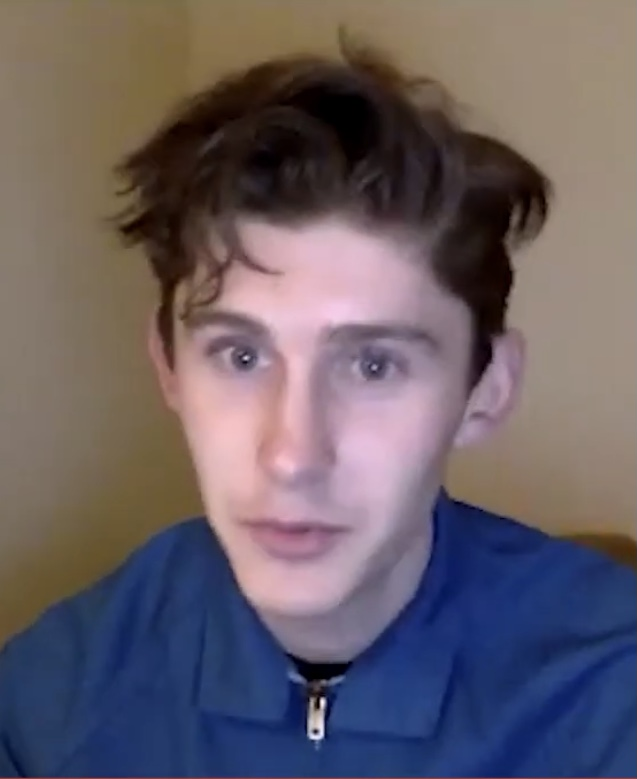
Fionn O’Shea (* 1997)

- O’Shea, Glenn (* 1989), australischer Bahn- und Straßenradrennfahrer
- O’Shea, John (* 1975), irischer Dartspieler
- O’Shea, John (* 1981), irischer Fußballspieler und -trainer
- O’Shea, John Paul (* 1983), irischer Politiker
- O’Shea, Katharine (1845–1921), britische Frau, Geliebte und (seit 1891) Ehefrau des irischen Nationalistenführers Charles Stewart Parnell
- O’Shea, Kevin (1947–2010), kanadischer Eishockeyspieler
- O’Shea, Mark (* 1956), britischer Fotograf, Autor, Dozent und Fernsehmoderator
- O’Shea, Michael (1906–1973), US-amerikanischer Schauspieler
- O’Shea, Michael Mary (1930–2006), irischer römisch-katholischer Ordensgeistlicher und Apostolischer Vikar von Ingwavuma
- O’Shea, Michelle Elizabeth, US-amerikanische Schauspielerin
- O’Shea, Milo (1926–2013), irischer Schauspieler
- O’Shea, Pat (1931–2007), irische Kinderbuchautorin
- O’Shea, Paul (* 1928), US-amerikanischer Rennfahrer und dreifacher US-Sportwagenmeister
- O’Shea, Phil (1889–1980), neuseeländischer Radsportler und -trainer
- O’Shea, Tessie (1913–1995), walisische Schauspielerin
- O’Shea, Timothy Phelim (1902–1979), irischer Ordensgeistlicher, römisch-katholischer Bischof von Livingstone
- O’Shea, Tony (* 1961), englischer Dartspieler
- O’Shea, William Francis (1884–1945), US-amerikanischer Ordensgeistlicher und Missionar

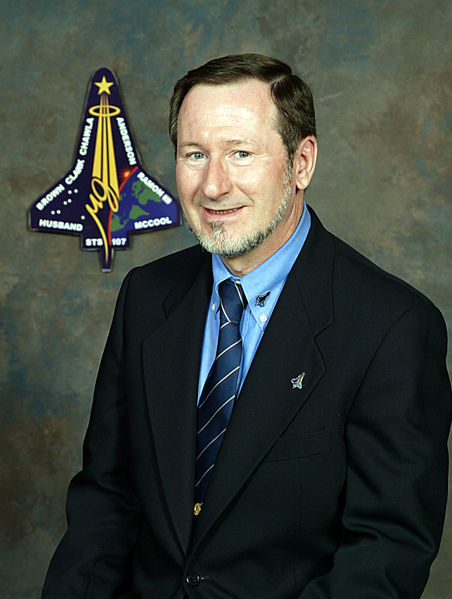
Douglas Dean Osheroff (* 1945)

- Osher, Stanley (* 1942), US-amerikanischer Mathematiker
- Oshere, König von Hwicce
- Osheroff, Douglas Dean (* 1945), US-amerikanischer PhysikerDouglas Dean Osheroff (* 1945)

### Oshi
- Ōshiba, Katsutomo (* 1973), japanischer Fußballspieler
- Ōshiba, Kenji (* 1973), japanischer Fußballspieler
- Oshie, T. J. (* 1986), US-amerikanischer Eishockeyspieler
- Oshigiri, Misaki (* 1992), japanische Eisschnellläuferin
- Oshii, Mamoru (* 1951), japanischer RegisseurMamoru Oshii (* 1951)

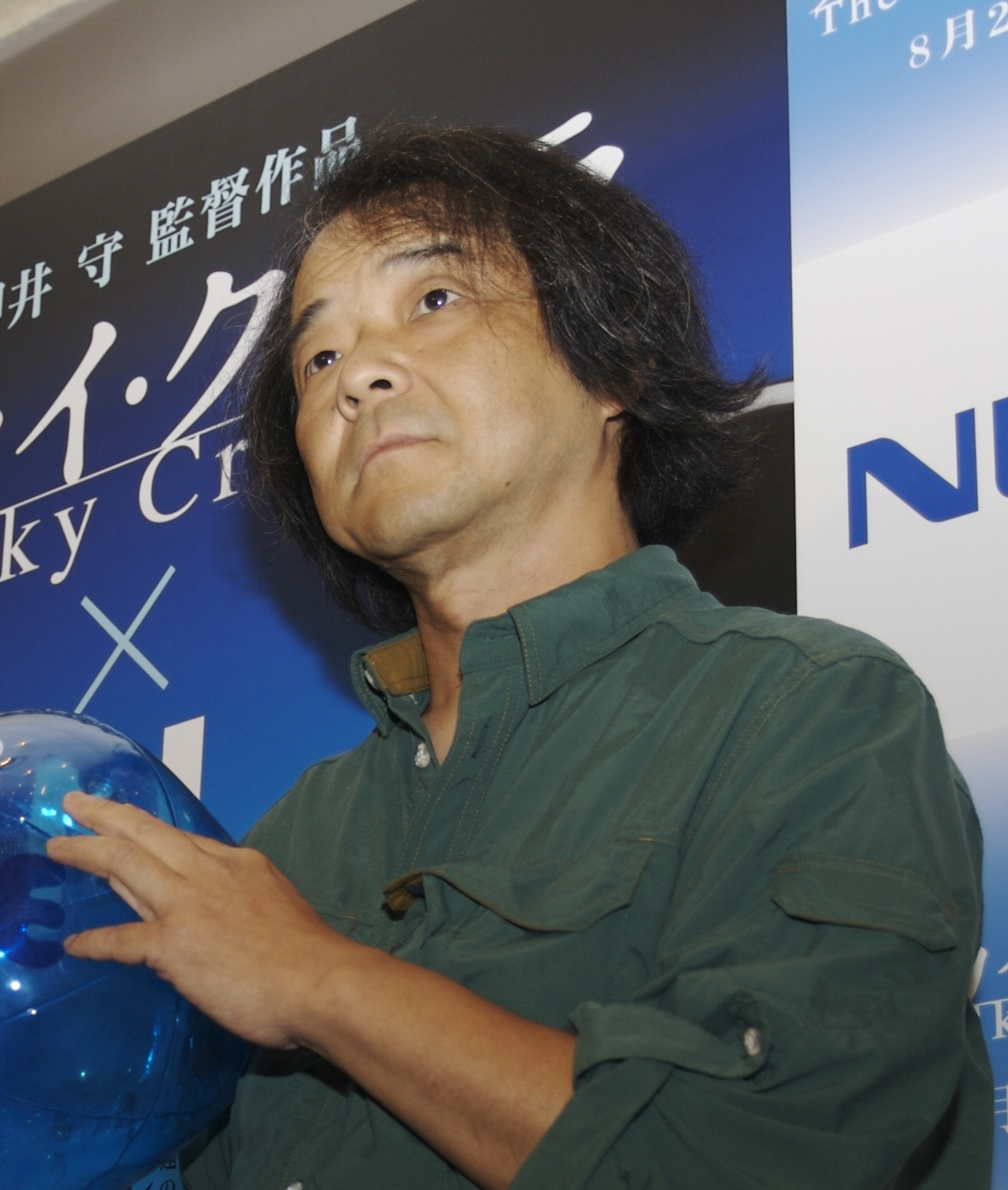
Mamoru Oshii (* 1951)

- Oshikawa, Berard Toshio (* 1941), japanischer Ordensgeistlicher, emeritierter römisch-katholischer Bischof von Naha
- Oshikiri, Moe (* 1979), japanisches Model
- Ōshikōchi no Mitsune, japanischer Waka-Poet
- Oshikoya, Modupe (* 1954), nigerianische Leichtathletin
- Oshima, Haruki (* 2000), japanischer Fußballspieler
- Ōshima, Hideo (* 1980), japanischer Fußballspieler
- Ōshima, Hiroshi (1885–1971), japanischer Zoologe
- Ōshima, Hiroshi (1886–1975), General der Kaiserlich Japanischen Armee und Diplomat
- Ōshima, Hisanao (1848–1928), japanischer General
- Ōshima, Kazuya (* 1987), japanischer Automobilrennfahrer
- Ōshima, Ken’ichi (1858–1947), japanischer Generalleutnant und Politiker
- Ōshima, Kenkichi (1908–1985), japanischer Dreispringer
- Ōshima, Kōki (* 1996), japanischer Fußballspieler
- Ōshima, Masamitsu (1884–1965), japanischer Herpetologe
- Ōshima, Nagisa (1932–2013), japanischer Filmregisseur und DrehbuchautorNagisa Ōshima (1932–2013)

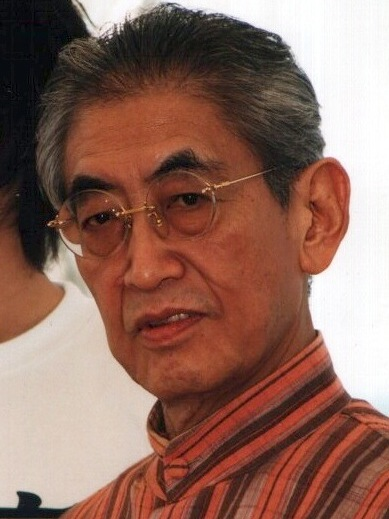
Nagisa Ōshima (1932–2013)

- Ōshima, Naoto (* 1964), japanischer Videospieldesigner
- Ōshima, Ryōta (1718–1787), japanischer Haiku-Poet
- Ōshima, Ryōta (* 1993), japanischer Fußballspieler
- Ōshima, Sadamasu (1845–1914), japanischer Ökonom
- Ōshima, Tadamori (* 1946), japanischer Politiker
- Ōshima, Takahiro (* 1988), japanischer Fußballspieler
- Ōshima, Takatō (1826–1901), japanischer Bergbau- und Hochofen-Ingenieur
- Ōshima, Toshio (* 1948), japanischer Mathematiker
- Ōshima, Towa (* 1979), japanische Manga-Zeichnerin
- Ōshima, Tsubasa (* 1983), japanischer Fußballspieler
- Ōshima, Yasuaki (* 1981), japanischer Fußballspieler
- Ōshima, Yoshiaki (* 1952), japanischer Astronom
- Ōshima, Yoshimasa (1850–1926), japanischer General
- Ōshima, Yumiko (* 1947), japanische Manga-Zeichnerin
- Ōshima, Yūya (* 1994), japanischer Tischtennisspieler
- Oshino, Suzuho (* 1996), japanische Tennisspielerin
- Oshinsky, David (* 1944), US-amerikanischer Historiker
- Ōshio, Heihachirō (1793–1837), japanischer Neo-Konfuzianist
- Oshiro, Blake (* 1970), US-amerikanischer Politiker, Abgeordneter des Repräsentantenhauses von Hawaii
- Ōshiro, Kei (* 2000), japanischer Fußballspieler
- Ōshiro, Noboru (1905–1998), japanischer Mangaka
- Ōshiro, Tatsuhiro (1925–2020), japanischer Schriftsteller
- Ōshiro, Yūto (* 1996), japanischer Fußballspieler
- Oshita, Gerald (1942–1992), amerikanischer Jazz- und Kompositionsmusiker, Komponist und Tontechniker
- Oshita, Rod (1959–2025), US-amerikanischer Handballspieler
- Oshitani, Hitoshi (* 1959), japanischer Virologe und Epidemiologe
- Oshitani, Yūki (* 1989), japanischer Fußballspieler

### Osho
- Osho (1931–1990), indischer Philosoph und GuruOsho (1931–1990)

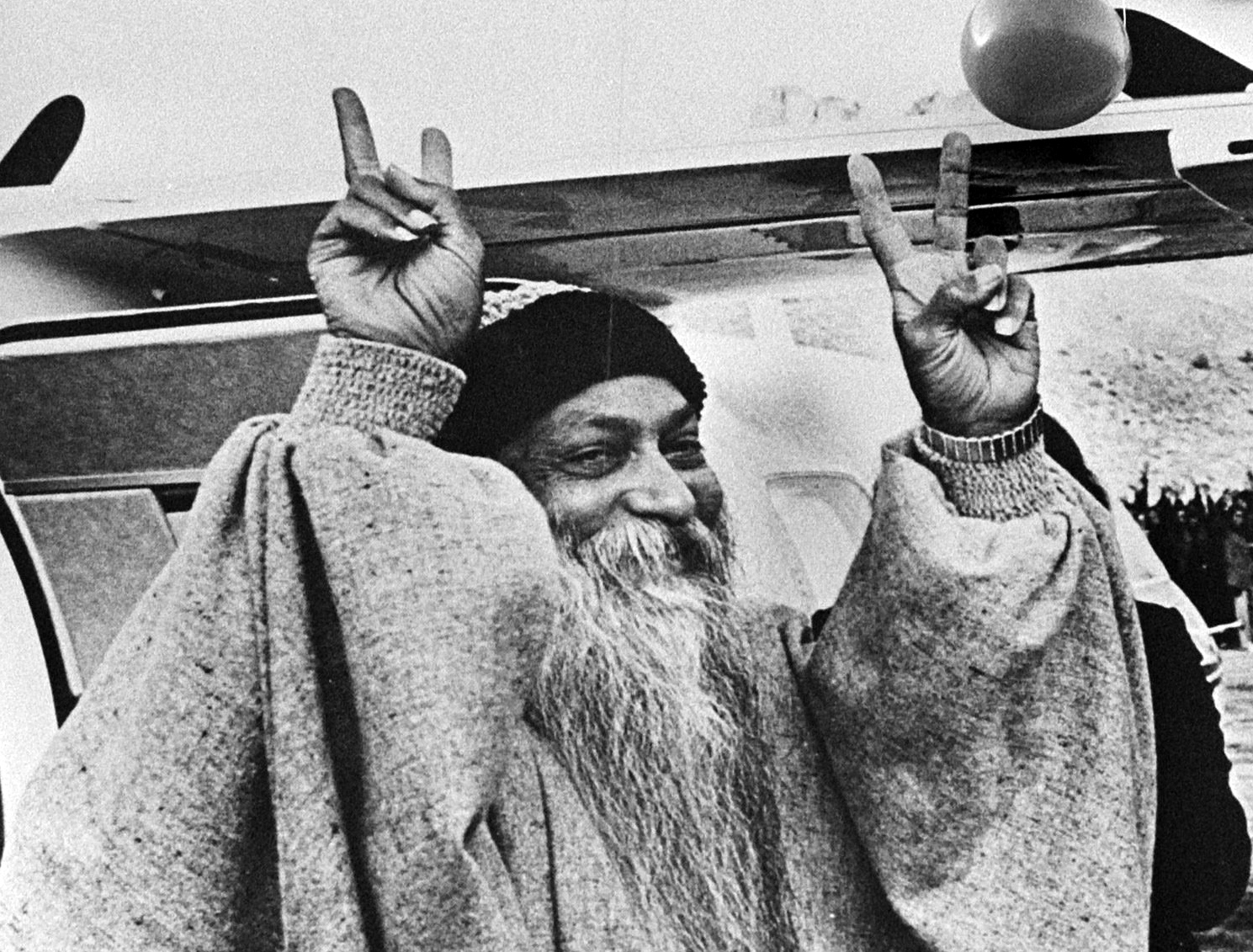
Osho (1931–1990)

- Osho, Gabriel (* 1998), nigerianisch-englischer Fußballspieler
- Oshoala, Asisat (* 1994), nigerianische Fußballspielerin
- Oshonaike, Funke (* 1975), nigerianische Tischtennisspielerin